# Joan Eardley
Joan Kathleen Harding Eardley (18 de mayo de 1921 – 16 de agosto de 1963) fue una artista británica destacada por sus retratos de niños en Glasgow y sus pinturas de los paisajes que rodeaban el pueblo costero de Catterline, en el noreste de Escocia. Siendo una de las artistas más populares en Escocia, su historia se truncó debido al cáncer de mama.
Su carrera artística tiene tres períodos bien diferenciados: El primero, desde 1940 cuando empezó a estudiar en la Escuela de Arte de Glasgow, hasta 1949 cuando expuso exitosamente sus pinturas creadas durante sus viajes por Italia. El segundo, desde 1950 hasta 1957, cuando su trabajo se centró en Townhead, uno de los barrios más deprimidos de la ciudad de Glasgow por aquel entonces. Y la tercera, a finales de los años 50, cuando, aún viviendo en Glasgow, residió la mayor parte del tiempo en Catterline, donde acabó mudándose permanentemente en 1961. Las creaciones fruto de los últimos años de su vida están dominadas por los paisajes de Catterline.

## Biografía

### Primeros años
Joan Eardley nació en Bailing Hill Farm en Warnham, Sussex, donde sus padres tenían una granja lechera. Su madre, Irene Helen Morrison, (1891–1991), de origen escocés, conoció a su padre, el capitán William Edwin Eardley, (1887–1929), durante la Primera Guerra Mundial mientras estaba destinado en Glasgow.  Avanzada la guerra, su padre luchó en las trincheras del Frente occidental y, tras resultar herido en un ataque con gas, sufrió trastorno por estrés postraumático. Pasada la guerra, ambos contrajeron matrimonio, pero el capitán Eardley experimentó varios episodios depresivos y crisis nerviosas durante la infancia de Joan.
La granja fue un fracaso y tuvo que ser vendida en 1926. Consecuentemente, su padre empezó a trabajar para el Ministerio de Agricultura y su madre se las llevoó a ella y a su hermana pequeña, Pat, (1922-2013), a vivir con su abuela en Blackheath, Londres. En 1929, una tía pago por la educación de Joan y Pat en un colegio privado, St Helen’s School, donde el talento artístico de Joan fue reconocido por primera vez.
Su padre se suicidó en 1929, aunque los detalles de su muerte no les fueron revelados a las hermanas hasta su adolescencia años más tarde.
Joan Eardley asistió clases en su escuela de arte local en Blackheath durante dos cursos y, en 1938, se registró en Goldsmith College, al cual asistió durante un curso. En 1939, ambas hermanas y su madre se mudaron a Glasgow, Bearsden, a vivir con familiares, y después de un corto periodo de tiempo se mudaron de nuevo al pueblo de Auchterarder.

### Glasgow 1940-1948
En enero de 1940, Joan Eardley se registró en la Escuela de Arte de Glasgow donde estudió guiada por Hugh Adam Crawford y recibió la influencia de los Coloristas Escoceses. Las obras del artista polaco Josef Herman, llegado a Glasgow en 1940 y quien conoció a Eardley, también tuvieron una gran influencia en su desarrollo como artista. Más tarde conocería a la pintora Margo Sandeman, quien llegó a convertirse en una gran amiga de Eardley. Sandeman y Eardley a menudo pintaban juntas y también compartían vacaciones familiares y acampadas. En 1941, se compraron un caballo y una caravana para viajar alrededor del lago Loch Lomond pintando y dibujando paisajes. También visitaron Corrie, en la Isla de Arran, durante muchos años, usando una caseta que llamaron The Tabernacle (El Tabernáculo) como estudio.
En 1942 Joan Eardley completa la enseñanza general de la Escuela de Arte y comienza con la titulación en dibujo y pintura, la cual completó al cabo de un año. La obra con la que consiguió el diploma, un autorretrato al óleo sobre tabla, pese a ser su único autorretrato formal, le llevó a ser galardonada con el premio Sir James Guthrie otorgado por la escuela. Su profesor Hugh Adam Crawford, reconociendo su talento, compró esta obra para colgar en las paredes de su propio hogar. Su biógrafo, Christopher Andreae, considera ese autorretrato, aunque simplista e informal, como el precursor de los estudios al carboncillo hechos en Italia, y estos a su vez, como preparación para los muchos y conocidos dibujos al pastel y pinturas de los niños del barrio en Glasgow.
Tras graduarse en 1943, Eardley recibió educación como profesora en Jordan Teacher Training College, sin embargo, se resignó a dejarlo después sólo un curso porque no le gustaba la enseñanza en el aula. En su lugar decidió trabajar como aprendiz de carpintero con un pequeño negocio de barcos en Bearsden. Este trabajo, que en 1944 incluía pintar estampados de camuflaje en barcos de guerra, le permitió asistir a clases nocturnas en la Escuela de Arte de Glasgow hasta 1946. Durante la guerra, el cuadro sobre sus compañeros, The Mixer Men, se expuso en el Royal Glasgow Institute of Fine Arts. Alrededor de 1945, Eardley realizó algunas obras usando la técnica del gravado pero pronto abandono este método. Eardley decidió mudarse de vuelta a Londres por un corto período de tiempo, y en 1947 pasó una temporada en Lincoln trabajando en el encargo de un mural para un colegio. Ese mismo año vuelve a Escocia para continuar con sus estudios en Hospitalfield House, Arbroath, guiada por James Cowie, el cual influyó en la forma que Eardley tenía de seleccionar sus objetos de interés cotidianos. En 1948 vuelve a la Escuela de Arte de Glasgow para completar otro curso de posgrado.

### Italia 1949
En 1948, la Real Academia de Bellas Artes Escocesa concedió una beca Carnegie a Joan Eardley, que junto con otra beca de la Escuela de Arte de Glasgow, permitió a la artista viajar a Italia por varios meses, visitando también París brevemente. En septiembre de ese mismo año, viajó en barco y tren a Florencia. Durante el viaje, disfrutó de las obras de los maestros del Renacimiento Italiano y admiró particularmente los frescos de Giotto, de Masaccio y Piero della Francesca, destacando la humanidad de los artistas y lo escultural de su trabajo. También visitó varios monasterios e iglesias en Assisi antes de pasar por Forte dei Marmi en noviembre de 1948. Ahí pintó pescadores trabajando en sus redes, un tópico al que años más tarde regresaría en Catterline.
Eardley paso las Navidades del 48 en París antes de viajar de nuevo a Italia, esta vez a Venecia, en enero de 1949 donde cayó enferma viéndose obligada a viajar a Florencia de nuevo para ser tratada por un médico de habla inglesa. Una vez recuperada, dividió su tiempo entre Arezzo, Ravenna, Florencia y Venecia.
Al comienzo del viaje, Eardley destruyó la mayoría de obras y bocetos pintados hasta el momento, pero cuando regresó a Venecia pintó y conservó algunos de sus trabajos, mayoritariamente bocetos hechos en carboncillo y pastel. Beggars in Venice (Mendigos en Venecia) es una de las pocas pinturas al óleo que creó durante esta etapa, donde el intenso azul de la obra refleja su admiración por Giotto. La pintura está situada en la gran plaza Veneciana Campo SS Giovanni e Paolo, y el edificio que muestra es la Scuola Grande di San Marco, construido en el siglo XV por una fraternidad filantrópica. Eardley retrata a estos mendigos con la misma ternura con la que años más tarde retratara las vidas de los más desfavorecidos en los barrios de Glasgow. El 26 de agosto de 2008, esta obra se vendió por £169,250 en Sotheby’s, Londres.
A su vuelta en Escocia en 1949, organizó su primera muestra de arte en solitario dedicada a las obras realizadas en Italia, las cuales se centraban en sorprendentes escenas cotidianas que tenían como protagonistas a mendigos, campesinos, niños y mujeres de edad avanzada. La muestra, que tuvo lugar en la Galería MackIntosh de la Escuela de Arte de Glasgow, recibió tan buenas críticas que varias de las obras fueron adquiridas por el Museo de Arte de Aberdeen y por su propia Escuela de Arte.

### Townhead 1950-1957
En 1949, estableció su taller de arte en el desfavorecido y superpoblado barrio de Townhead, en Glasgow, el cual estaba propuesto para demolición por aquel entonces. Su primer taller estaba en el cuatro piso de una vivienda social en Cochrane Street pero más tarde, cuando el barrio fue regenerado y el estudio destruido, se mudó a un espacio sobre una tienda de chatarra en St James Road. Este cambio afectó mucho a la artista puesto que el otro estudio era más accesible para los niños y todo el mundo la conocía.
En Townhead, la mayoría de sus dibujos y pinturas tenían como protagonistas a los niños de la zona, los cuales vivían en la pobreza, y a menudo eran retratados jugando en la calle apenas llevando unos harapos, con las hermanas mayores cuidando de los más pequeños de la casa. Mientras algunos de los niños tienen una apariencia introspectiva, la artista supo también capturar su euforia y torpeza. Sus sujetos más habituales era los doce niños de la familia Samson, entre otros muchos niños de las viviendas sociales, de los que hizo bocetos en cualquier trozo de papel que se encontraba, incluyendo trozos de papel de lija. Estas imágenes se convirtieron en la base de varias pinturas al óleo con grupos de niños.
La acogedora sensación de comunidad que la artista experimentó en Townhead puede verse reflejada en pinturas como Street Kids (Niños de la Calle), Glasgow Kids (Niños de Glasgow), A Saturday Matinee Picture Queue (La Cola del Cine un sábado por la Mañana), y en Children, Port Glasgow (Niños, Puerto de Glasgow). Estas obras están caracterizadas por el atrevido uso de texturas y capas de pintura. En sus propias palabras: “reflejan su vida y energía en términos pictóricos, color y pedazos de ropa, pero incluso eso no importa… ellos son Glasgow, son la riqueza que tiene Glasgow, la vivacidad, y mientras Glasgow tenga este encanto siempre querré pintar.” En otras pinturas creadas durante esta época Eardley uso collage, añadiendo recortes de periódicos, envoltorios de caramelos, trozos de grafiti y letreros de tiendas abandonadas.
Después de mudarse a St James Road. Eardley comenzó a tomar fotografías de los sujetos que más tarde pintaría. Aparte de sus propias fotografías, también uso material que la fotógrafa Audrey Walker le proporcionaba, a la vez que tomaba fotografías de Eardley pintando.
Joan Eardley desarrolló un estilo único y diferenciado que le otorgó una gran reputación como la artista que pintaba la vida urbana realista y humana, como pintora "de la calle". A menudo se la podía ver empujando un carrito con su caballete y pinturas alrededor de la ciudad.

### Catterline 1957-1963
En la primavera de 1950, mientras sufría parotiditis, su amiga Annette Soper (Annette Stephen después de su matrimonio) llevó a la artista a visitar Catterline, un pueblo pesquero cerca de Stonehaven, al sur de la ciudad de Aberdeen, donde Eardley tenía una muestra de arte en ese momento. Desde este momento, Eardley comenzó a pasar largas temporadas en Catterline, hasta 1961 cuando decidió mudarse permanentemente. Al principio, trabajó desde una antigua cabaña, The Watchy, previamente propiedad de los guardacostas que su amiga había comprado, pero en 1955, Eardley se compró el número 1, The Row, una cabaña al borde del acantilado la cual usó como hogar y taller, hasta que pudo comprarse la cabaña número 18, y pudo usar la primera como almacén para sus pinturas. Número 18, aun siendo una cabaña muy básica sin electricidad o agua corriente, era más habitable que número 1. En sus propias palabras era “una gran casa diminuta… me siento mirando afuera a la oscuridad y al mar. Pienso que puedo pintar aquí. Es un lugar extraño que siempre me conmueve".
Durante sus primeros años en Catterline, la artista se centró en pintar los campos y casas a su alrededor, tardando varios años en centrarse en el mar. En ambos casos, fuese mar o campo, la artista siempre creó series de pinturas, mostrando a menudo la misma perspectiva en diferentes condiciones meteorológicas, incluyendo tormentas, y en diferentes estaciones del año. Sus texturas muchas veces incorporaban trozos de vegetación y otros elementos naturales. En Summer Fields (Campos de Verano, 1961). La artista añadió hierba a la pintura, mientras que a Harvest (Cosecha, 1960-61) añadió pizcas de tierra.
Normalmente la artista prefería pintar al aire libre, frecuentemente bajo un cielo inclemente, incluso durante tormentas de nieve o fuertes vientos. Por ejemplo, la obra The Wave (La Ola, febrero de 1961), la cual es considerada como una de sus obras estelares, fue pintada completamente al aire libre junto con tres obras adicionales durante una fuerte tormenta y las mareas determinaban en cuál de ellas elegía trabajar a cada momento. En estos casos extremos, Eardley cambiaba sus lienzos por tablas que le proporcionaban una superficie más rígida, algunas llegando incluso hasta los dos metros de largo. En una grabación de audio la artista dice sobre Catterline: "cuando pinto en el noreste de Escocia, apenas me muevo del pueblo, o de lugar. Siento que cuanto mejor conoces algo, más puedes extraer. Así es el noreste. Vasto, un mar inmenso y grandes acantilados. Tiene que ser pintado."
En 1955, Eardley fue nombrada miembro adjunto de la Royal Scottish Academy, la principal organización promotora de arte contemporáneo escocés, y en 1963 fue elegida como miembro de pleno derecho. Ese mismo año una muestra de su arte tuvo lugar en Londres pero, por aquel entonces, la artista ya estaba demasiado enferma para poder asistir.

### Muerte
A principios de 1963, Joan Eardley consultó un bulto en el pecho con un homeópata y este le dijo que no había de qué preocuparse. En mayo del mismo año y tras sufrir dolores de cabeza persistentes, fue diagnosticada con un cáncer de mama metastásico que se había extendido a su cerebro. Sus amigos cuidaron de ella en Catterline durante sus últimos meses de vida ya que la artista insistió en seguir pintando hasta el momento en el que perdió la vista.
Joan Eardley falleció en el hopital Killearn en agosto de 1963 a los 42 años de edad, acompañada por su madre, su hermana y Audrey Walker. Sus cenizas fueron esparcidas en la playa de Catterline.

## Vida personal
En 2013, se publicó una colección de cartas escritas por Joan Eardley y dirigidas a Audrey Walker, la cual puso estas cartas bajo embargo hasta décadas después de su muerte. Walker, diez años mayor que Eardley, conoció a la artista en Glasgow en 1952 mientras estaba casada con un popular abogado escocés.
Mientras estaban separadas, Eardley escribía a Walker todos los días y sus cartas transmiten un amor intenso entre las dos mujeres. Pese a que las cartas salieron a la luz con el permiso de ambas familias, su publicación fue criticada por algunos medios.

## Legado
Las obras de Joan Eardley ya eran preciadas en el Reino Unido antes de su muerte. En total la artista había creado más de 300 pinturas y 1400 bocetos que ahora se encuentran en galerías y colecciones privadas. Póstumamente ha sido reconocida como artista de renombre internacional, aunque no universalmente. En 1988, el director del museo de arte National Galleries of Scotland rechazó la oportunidad de una muestra para celebrar el 25 aniversario de la muerte de Joan Eardley, que finalmente fue acogida en su lugar por la galería Talbot Rice y la Royal Scottish Academy en Edimburgo. Una muestra retrospectiva fue acogida por el National Galleries of Scotland finalmente en 2007-2008.
El Museo Nacional de Arte Moderno escocés adquirió muchas de sus obras, así como los museos de Glasgow y según declaraciones de la doctora Janet McKenzie (National Galleries of Scotland), la temprana muerte de la artista “provocó que su arte no llegara a ser valorado como debería. Su trabajo merece estar al nivel de Frank Auberbach, David Bomberg o Lucian Freud.”
Murdo Macdonald dice de sus paisajes marinos: “ella se comprometió a entender el mar como ningún otro pintor desde William McTaggart. En vez de simplemente responder a la atracción de la costa, ella pintó con la percepción del marinero que sabe las olas pesadas y rápidas, capaces de matar y sostener al mismo tiempo. De esta forma hizo resurgir el interés marítimo en el arte escocés…”
La biógrafa Cordelia Oliver apuntó que “para ella una pintura verdaderamente exitosa tenía que ir más allá de una simple imagen, no importa cuán precisa… El éxito de Joan Eardley se basa en su habilidad para combinar la aguda e intransigente mirada del artista con una cálida cercanía y entendimiento humanos."

## Exposiciones
Exposiciones de las obras de Joan Eardley durante su vida:
- 1948: An Exhibition of Paintings and Drawings of Italy made by a Travelling Scholar at the School, Joan Eardley, Glasgow[17]
- 1950: muestra en solitario, Gaumont Gallery, Aberdeen[26]
- 1959: muestra en solitario, 57 Gallery, Edinburgh[17]
- 1961: muestra en solitario, Scottish Gallery, Edinburgh[14]
- 1963: muestra en solitario, Roland, Browse & Delbranco Gallery, London[22]

### Exposiciones póstumas
- 1964: Joan Eardley Memorial Exhibition, Kelvingrove Art Gallery and Museum y más tarde en el Royal Scottish Academy, Edinburgh.[1]
- 2007: retrospectiva, National Galleries of Scotland, Edinburgh[14]
- 2007: retrospectiva, Scottish Gallery, Edinburgh[14]
- 2008: retrospectiva, Fleming Gallery, London[14]
- 2014: Refiguring the 50s, group exhibition, Ben Uri Gallery, London[11]
- 2015: Joan Eardley: Time and Tide, Clydebank Museum and Art Gallery[18]
- 2017: Joan Eardley: A Sense of Place, Scottish National Gallery of Modern Art, Edinburgh[5]